# تالفيل
تالفيل (بالألمانية: Thalwil) هي بلدية سويسرية تتبع لمقاطعة هورغن في كانتون زيورخ. تبلغ مساحتها 5.53 كيلومتر مربع، ويقدر عدد سكانها بـ 17857 نسمة (حسب تعداد ديسمبر 2017).

## أعلام
- أدولف برونر
- كارلو شميد
- ادريان وينتر
- مانويلا مولر